# Lhûn
En el Universo Imaginario de J. R. R. Tolkien, el Lhûn o Lune es un río que en la Tercera Edad del Sol divide el reíno élfico de Lindon del reino Dúnedain de Arnor.
Ubicado en el noroeste de Eriador, su nombre está asociado a las Montañas Azules que sobrevivieron la desaparición de Beleriand, puesto que Lhûne, significa “Azul” proveniente de la raíz, LUG. 
Nace en las laderas este, del extremo norte de Ered Luin y recorre toda su longitud paralelo, a esa cadena montañosa. En su trayecto recibe el aporte de al menos dos ríos sin nombres en los mapas publicados, el primero de ellos nace en las Montañas Azules, se trataría del Lune Menor (véase la explicación de Christopher Tolkien, más abajo) y el segundo en las laderas oeste de Emyn Uial (Colinas de Evendim). 
El Lune, desemboca en el gran golfo de Lhûn en un importante estuario y los Puertos Grises, se ubican en su desembocadura. Marcaba el límite oeste del reino élfico de Lindon.
En la Segunda Edad las tropas de Gil-Galad y de Elrond contuvieron la invasión de Sauron en los bordes del río. Y en la Tercera Edad Las Tropas Aliadas de Elfos, Hombres de Gondor y los sobrevivientes Dúnedain del Norte, lo cruzaron y derrotaron la avanzada de las huestes del Rey Brujo.

## Lhûne Menor
Es un río de Eriador, nace en las laderas orientales de las Ered Luin, vuelca sus aguas hacia el Este, hasta desembocar en el río Lune, siendo otro de sus afluentes importantes. 
Marcaría la frontera norte del reino élfico de Gil-Galad que se extendía al norte del golfo de Lhûne, incluyendo las tierras situadas al este de las Montañas Azules y al oeste del río Lune hasta la desembocadura del Lune Menor. 
Según Christopher Tolkien: “(...)El Lune Menor aparece por primera vez en el tercero y último de los mapas generales del oeste de la Tierra Media que confeccionó mi padre (en el que se basó mi mapa original publicado en El Señor de los Anillos), pero ésta parece ser la primera vez que se menciona.” Esta posición fronteriza del río, parece confirmarse en el hecho de que al norte de este se encontraba “Territorio Enano”; en donde el Rey Averdui se ocultó en los túneles de las viejas minas de los Enanos, cerca del lejano extremo de las montañas.
- Datos: Q1773837